# اسپاک

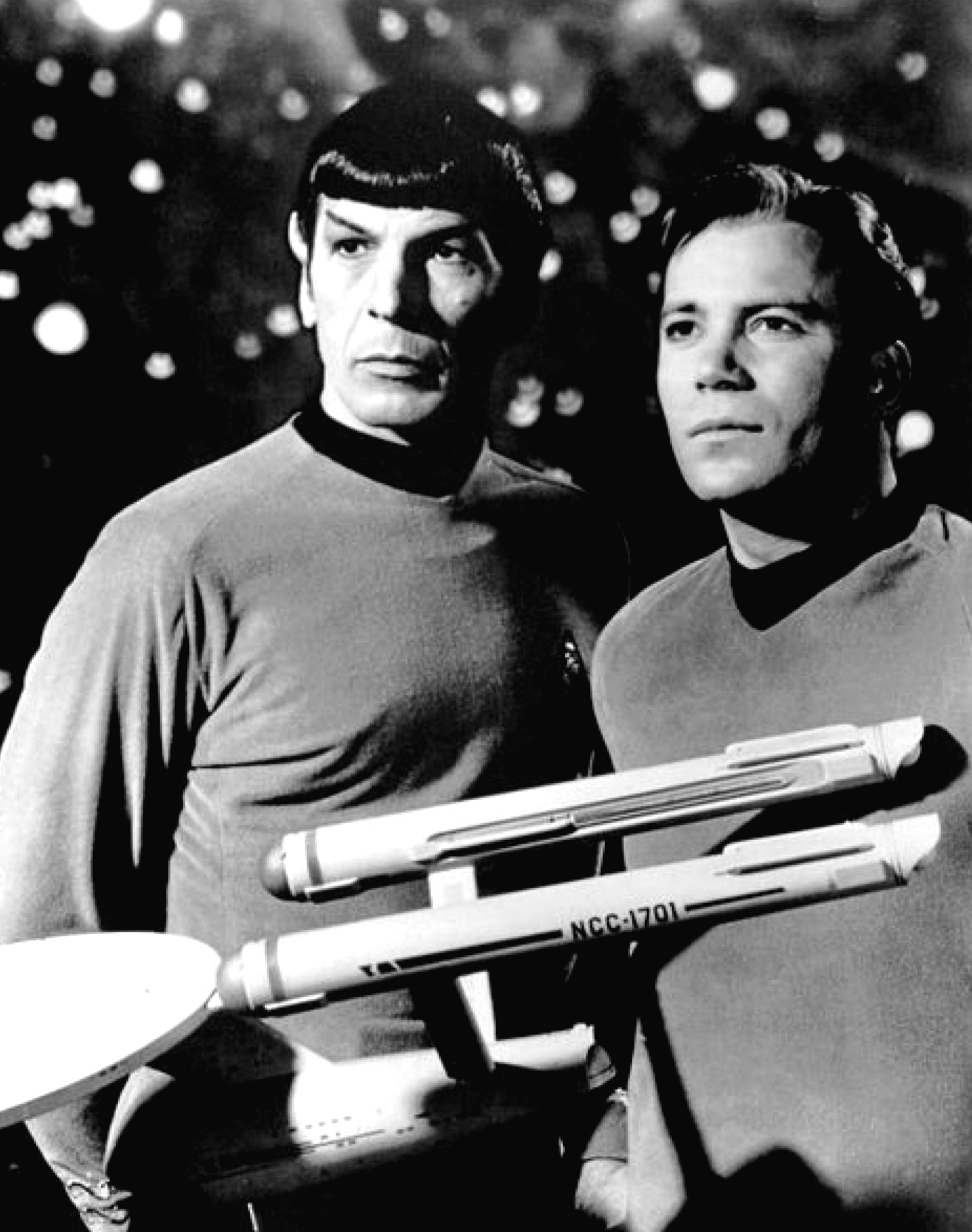
لئونارد نیموی در نقش اسپاک (سمت چپ)

اسپاک (به انگلیسی: Spock) یا آقای اسپاک (به انگلیسی: Mister Spock) یک شخصیت تخیلی در سری پیشتازان فضا است.اولین بار توسط لئونارد نیموی در نقش آن بازی کرد. در فیلم سال ۲۰۰۹ پیشتازان فضا (فیلم) و دنباله آن در سال ۲۰۱۳ پیشتازان فضا به سوی تاریکی, زاکاری کوئینتو, نقش آن را به عهده گرفت و نیموی نقش دوران میانسالی اسپاک را بازی کرد همچنین جیکوب کیگن در نقش کودکی اسپاک بازی نمود.
اسپاک در سفینه انترپرایز وظیفه افسر اول دارد. وی نیمه انسان و نیمه ولکین است.